# Alessandro Spada (senatore)
Alessandro Spada (Terni, 22 settembre 1800 – Filottrano, 27 gennaio 1876) è stato un politico e nobile italiano.